# Russian Woodstock (фестиваль)
«Russian Woodstock» («SandlerFest») — российский музыкальный фестиваль в жанрах рок, поп-музыки, инди-музыки, а также танцевальной музыки, проводящийся в Москве и Тульской области с 2019 года. Первый фестиваль Russian Woodstock прошел в России в 2019 году и был посвящён 50-ти летнему юбилею Woodstock’69. Фестиваль прошёл в «Золотом Городе» под Тулой, с благословения основателя оригинального фестиваля «Woodstock» – Арти Корнфельда. За 12 часов фестиваля на 5 сценах выступило более 50-ти коллективов из разных стран мира – Дания, Норвегия, Голландия, Германия, Ирландия, США, Куба, Израиль и посетило более 5-ти тысяч зрителей.  
На фестиваль также были приглашены музыканты, выступавшие на сцене фестиваля в 1969-м году — Барри Мелтон («Country Joe and the Fish») и Эллиот Кан («Sha Na Na»). В рамках фестиваля прошли красочные фаер, байк и винил-шоу, уникальная тематическая ярмарка. В завершении мероприятия лучшие гитаристы были представлены к премии «JIMI HENDRIX», которая вручалась впервые, премией были награждены музыканты Barry Melton и Elliot Cahn, наградой стала уменьшенная копия гитары Джими Хендрикса.

## История

### 2019: Первый этап фестиваля

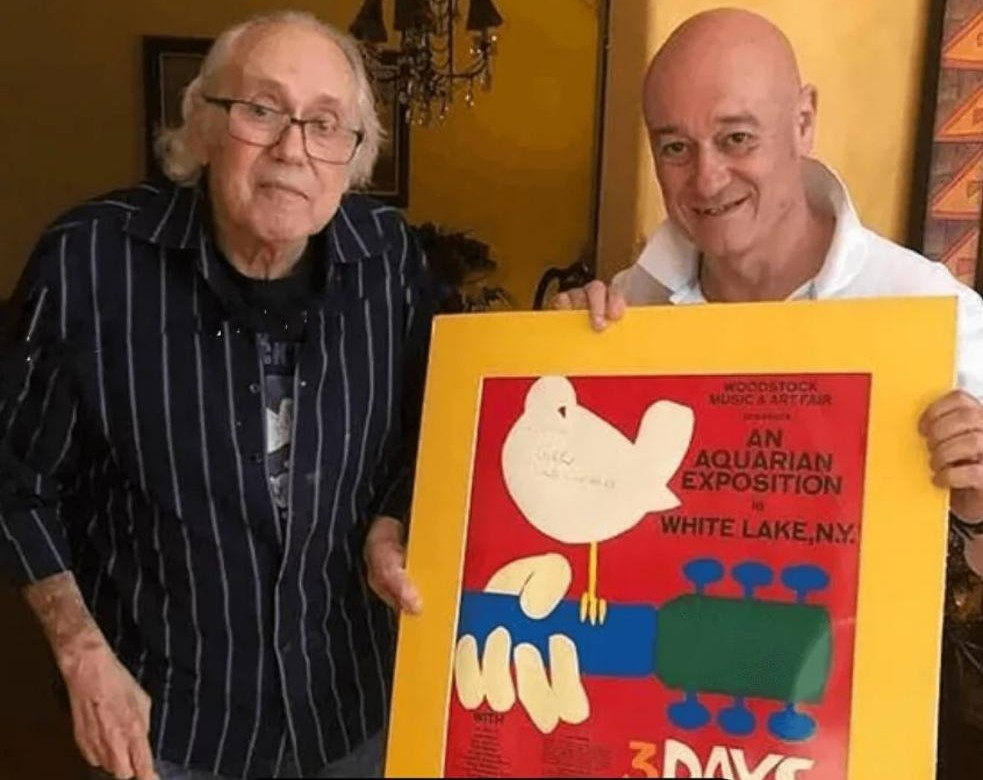
Арти Корнфельд на Russian Woodstock (2019)

Первый фестиваль Russian Woodstock прошел в России в 2019 году и был посвящён 50-ти летнему юбилею Woodstock’69. Фестиваль прошёл в «Золотом Городе» под Тулой, с благословения основателя оригинального фестиваля «Woodstock» – Арти Корнфельда. За 12 часов фестиваля на 5 сценах выступило более 50-ти коллективов из разных стран мира – Дания, Норвегия, Голландия, Германия, Ирландия, США, Куба, Израиль и посетило более 5-ти тысяч зрителей. На фестиваль также были приглашены музыканты, выступавшие на сцене фестиваля в 1969-м году — Барри Мелтон («Country Joe and the Fish») и Эллиот Кан («Sha Na Na»). В рамках фестиваля прошли красочные фаер, байк и винил-шоу, уникальная тематическая ярмарка. 
В завершении мероприятия лучшие гитаристы были представлены к премии «JIMI HENDRIX», которая вручалась впервые. Премией были награждены музыканты Barry Melton и Elliot Cahn, наградой стала уменьшенная копия гитары Джими Хендрикса, созданная из цельного куска янтаря и мореного дуба возрастом 2000 лет, украшенная бивнем мамонта и бриллиантами, в хрустальном кофре с розовыми золотыми скобами.

### 2020: «Russian Woodstock: Мир Любовь Музыка»

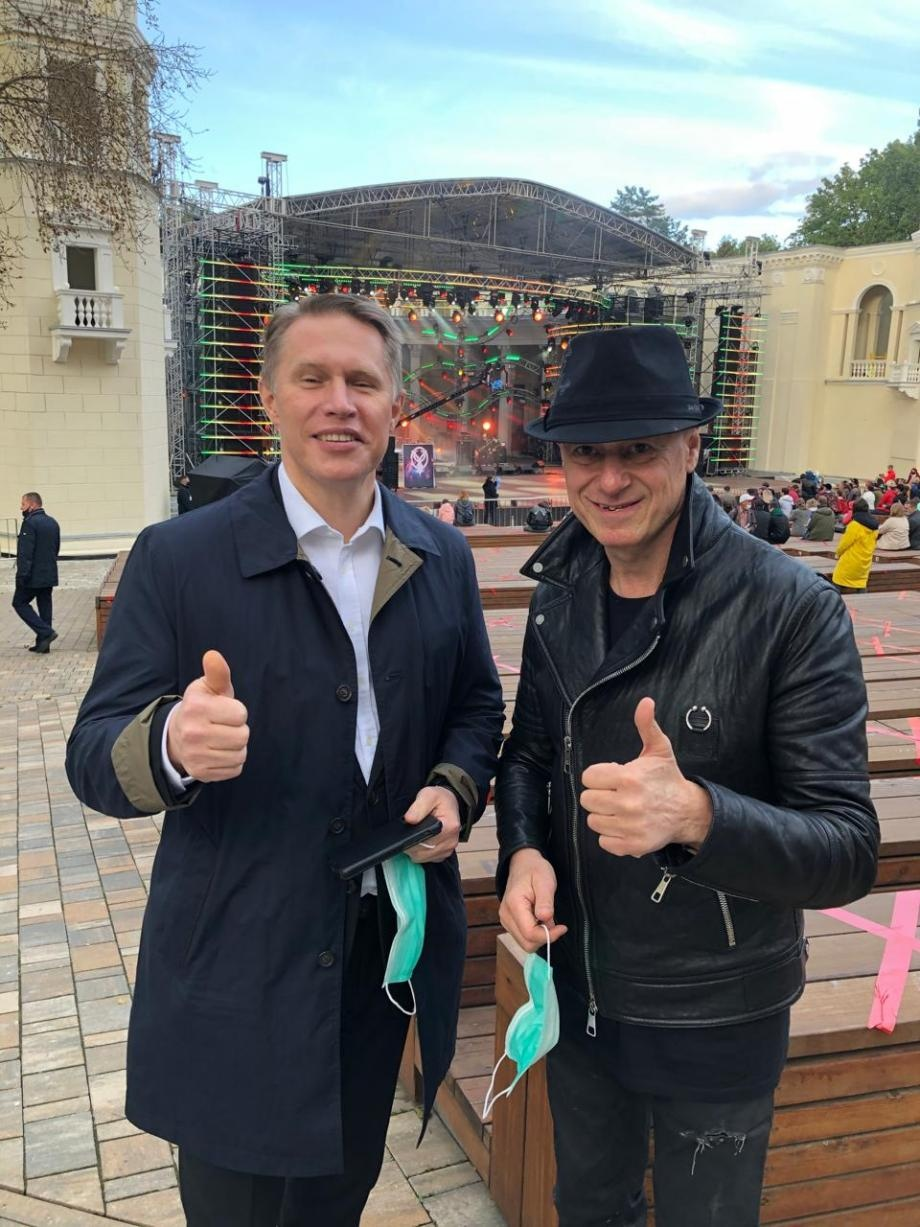
Михаил Альбертович Мурашко

В 2020 году рок-фестиваль прошёл 19-20 сентября на ВДНХ в Зелёном Театре, Доме Культуры и на Площади Промышленности. На большой фестивальной сцене Зелёного театра состоялся концерт, на котором выступили  рок-музыканты из России, США, Испании, Японии, Кубы, Израиля, Болгарии и посетило более 10 тысяч человек. А также прошёл финал рок-турнира в состав жюри которого вошли: Игорь Ларионов, Дмитрий Губерниев, Лариса Долина, Александр Любимов, Леонид Каневский, Никита Пресняков, Алексей Козлов, Дмитрий Дибров, Антон Беляев, Евгений Маргулис, Сергей Галанин.
На фестивале, по инициативе Сандлера, Лариса Долина исполнила с симфоническим оркестром песни Led Zeppelin «Black Dog» и «Stairway to Heaven». «100 изданий» написало, что Игорь Сандлер сделал из Ларисы Долиной рок-звезду. Также в фестивале приняли участие подопечные «Фонда поддержки одаренных детей Игоря Сандлера» – вокалисты, детские рок-группы, лауреаты международного вокального конкурса «Золотая Нота», детский рок-фестиваль такого формата и масштаба прошел впервые. Более 3 тысяч билетов были отданы врачам в знак благодарности за их работу. С благодарственной речью выступил Министр Здравоохранения России — Михаил Альбертович Мурашко.

### 2021: «Russian Woodstock 2021: Русский Вудсток»

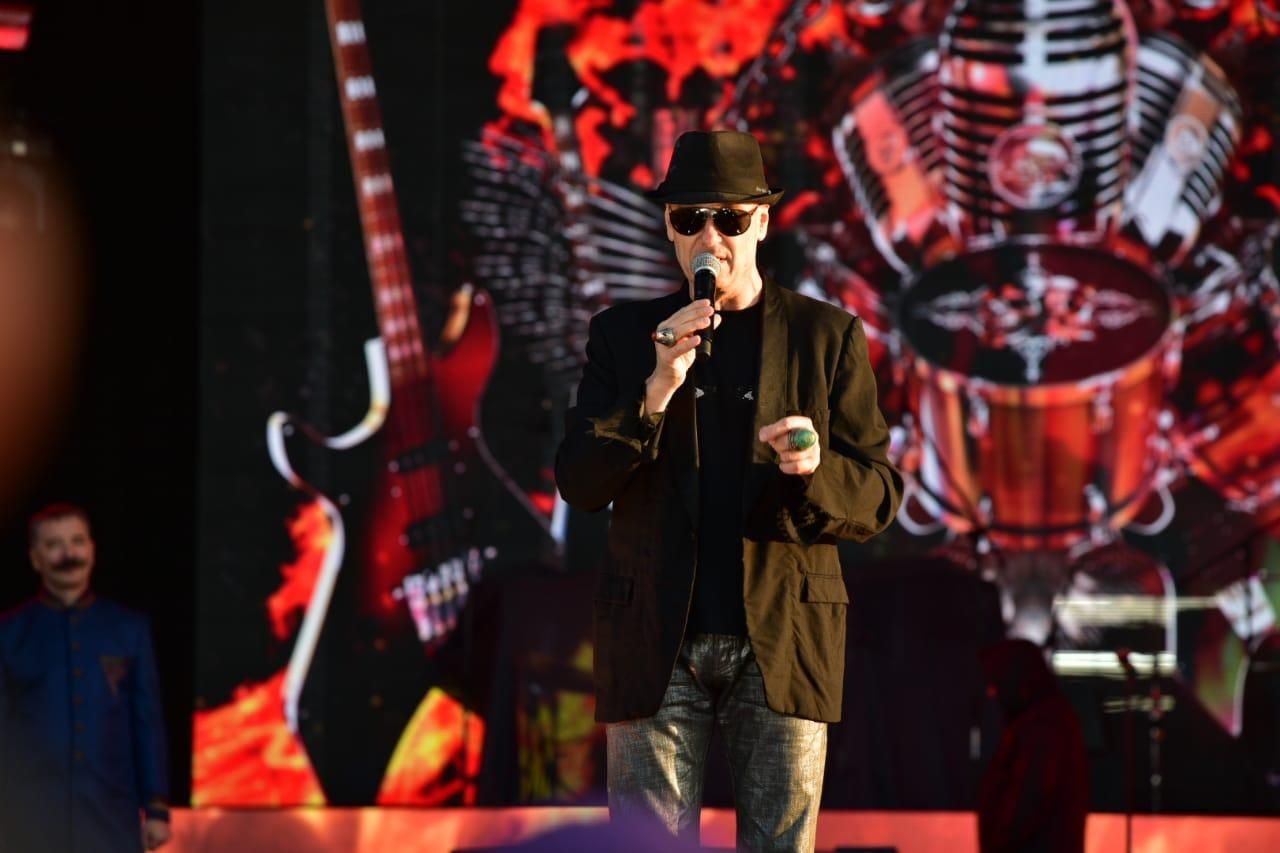
Russian Woodstock: Мир Любовь Музыка (2020)

Фестиваль Russian Woodstock 2021 («Русский Вудсток») состоялся на ВДНХ 4 и 5 сентября 2021 года. На легендарных площадках ВДНХ – Зелёном театре, Доме культуры и на Площади Промышленности выступили российские и зарубежные рок-музыканты. В концертах «Русского Вудстока» в том году приняли участие Дмитрий Четвергов, Лариса Долина, Ольга Кормухина, лидер группы «Парк Горького» Алексей Белов, группы «Воскресение», The Crossroadz и многие другие. Традиционно было и множество зарубежных гостей, среди которых Alex Carlin Band (США), Tony Watkins & Smokebreakers (Ирландия), OUDIMA (Нигерия, Камерун, Куба), «Оркестр интуитивной музыки» (Израиль), а также организована детская часть фестиваля – «Kids Rock Woodstock».

### 2022: «SandlerFest»
В июле 2022 года был произведен ребрендинг «Russian Woodstock» на фестиваль «Прогрессивной музыки SandlerFest», в котором приняло участие уже 130 музыкальных коллективов из разных стран мира на пяти сценах: Зеленый театр, Рок-панорама, New Generation, Орион Street Sound и который собрал около 50 тысяч зрителей. В рамках фестиваля также были площадки, где рок-музыка исполнялась в академическом исполнении с симфоническим оркестром, а русская классика в роке — Рахманинов, Чайковский, Прокофьев, Шостакович, Мусоргский исполнялась в рок-аранжировках с большим симфоническим оркестром и солистами Большого театра, ещё одним событием фестиваля был «ROCKNMOB», который объединил 500 музыкантов в одну рок-группу.

### 2024: «Фестиваль Прогрессивной музыки Игоря Сандлера»
В 2024 году на «Фестивале Прогрессивной музыки Игоря Сандлера» выступили — Джо Линн Тернер, Ольга Кормухина, лидер группы «Парк Горького» Алексей Белов, Никита Пресняков и группа «Multiverse», группы «Чёрный обелиск», «Crossroadz», «Черный кофе», «Мастер». Более 150 коллективов на 6 сценах представили свои программы в рамках двухдневного фестиваля. Впервые в России состоялся «Фестиваль трибьютов» с симфоническим оркестром – Metallica, AC/DC, Pink Floyd, ABBA, Queen, Depeche Mode, Jimi Hendrix, Эрик Клэптон, Creedence Clearwater Revival, Aerosmith, Bon Jovi, Nirvana, Amy Winehouse, а также музыкальные группы из США, Кубы, Ирландии, Греции, Израиля, Болгарии, Ямайки, Франции, Мадагаскара, Уганды, Грузии и Узбекистана.